# Lijst van voetbalinterlands Egypte - Gabon
Deze lijst van voetbalinterlands is een overzicht van alle officiële voetbalwedstrijden tussen de nationale teams van Egypte en Gabon. De Afrikaanse landen hebben tot op heden vijf keer tegen elkaar gespeeld. De eerste ontmoeting was een wedstrijd op 28 maart 1994 tijdens de Afrika Cup 1994 in Radès (Tunesië). Het laatste duel, een kwalificatiewedstrijd voor het Wereldkampioenschap voetbal 2022, werd gespeeld op 16 november 2021 in Alexandrië.

## Wedstrijden
| № | Plaats      | Datum            | Competitie           | Wedstrijd      | Uitslag |
| - | ----------- | ---------------- | -------------------- | -------------- | ------- |
| 1 | Radès       | 28 maart 1994    | Afrika Cup 1994      | Egypte − Gabon | 4 − 0   |
| 2 | Aswan       | 5 januari 2000   | Vriendschappelijk    | Egypte − Gabon | 4 − 0   |
| 3 | Caïro       | 29 mei 2004      | Vriendschappelijk    | Egypte − Gabon | 2 − 0   |
| 4 | Franceville | 5 september 2021 | WK 2022 kwalificatie | Gabon − Egypte | 1 − 1   |
| 5 | Alexandrië  | 16 november 2021 | WK 2022 kwalificatie | Egypte − Gabon | 2 − 1   |

## Samenvatting
| Competitie        | Totaal gespeeld | Winst Egypte | Gelijk | Winst Gabon | Doelsaldo Egypte – Gabon |
| ----------------- | --------------- | ------------ | ------ | ----------- | ------------------------ |
| WK-kwalificatie   | 2               | 1            | 1      | 0           | 3 − 2                    |
| Afrika Cup        | 1               | 1            | 0      | 0           | 4 − 0                    |
| Vriendschappelijk | 2               | 2            | 0      | 0           | 6 - 0                    |
| Totaal            | 5               | 4            | 1      | 0           | 13 − 2                   |

Wedstrijden bepaald door strafschoppen worden, in lijn met de FIFA, als een gelijkspel gerekend.
EFA · A-internationals · Selecties · Bondscoaches · Egyptisch vrouwenelftal · Olympisch elftal · Egypte U21 · Egypte U20 · Egypte U19 · Egypte U18 · Egypte U17
1920 – 1929 · 
1930 – 1939 · 
1940 – 1949 · 
1950 – 1959 · 
1960 – 1969 · 
1970 – 1979 · 
1980 – 1989 · 
1990 – 1999 · 
2000 – 2009 · 
2010 – 2019 ·
2020 − 2029
WK 1934 · 
WK 1990 · 
WK 2018
OS 1924 · 
OS 1928 · 
OS 1936 · 
OS 1948 · 
OS 1952 · 
OS 1960 · 
OS 1964 · 
OS 1968 · 
OS 1992 · 
OS 2012 · 
OS 2020
1920 · 
1921–1923 · 
1924 · 
1925–1927 · 
1928 · 
1929–1931 · 
1932 · 
1933 · 
1934 · 
1935 · 
1936 · 
1937–1947 · 
1948 · 
1949 · 
1950 · 
1952 · 
1952 · 
1953 · 
1954 · 
1955 · 
1956 · 
1957 · 
1958 · 
1959 · 
1960 · 
1961 · 
1962 · 
1963 · 
1964 · 
1965 · 
1966 · 
1967 · 
1968 · 
1969 · 
1970 · 
1971 · 
1972 · 
1973 · 
1974 · 
1975 · 
1976 · 
1977 · 
1978 · 
1979 · 
1980 · 
1981 · 
1982 · 
1983 · 
1984 · 
1985 · 
1986 · 
1987 · 
1988 · 
1989 · 
1990 · 
1991 · 
1992 · 
1993 · 
1994 · 
1995 · 
1996 · 
1997 · 
1998 · 
1999 · 
2000 · 
2001 · 
2002 · 
2003 · 
2004 · 
2005 · 
2006 · 
2007 · 
2008 · 
2009 · 
2010 · 
2011 · 
2012 ·
2013 ·
2014 ·
2015 ·
2016 ·
2017 ·
2018 ·
2019 ·
2020 ·
2021 ·
2022 ·
2023 ·
2024
Algerije ·
Angola ·
Argentinië ·
Australië ·
Bahrein ·
België ·
Benin ·
Bolivia ·
Bosnië en Herzegovina ·
Botswana ·
Brazilië ·
Bulgarije ·
Burkina Faso ·
Burundi ·
Canada ·
Centraal-Afrikaanse Republiek ·
Chili ·
China ·
Colombia ·
Comoren ·
Congo-Brazzaville ·
Congo-Kinshasa ·
DDR ·
Denemarken ·
Djibouti ·
Duitsland ·
Engeland ·
Equatoriaal-Guinea ·
Estland ·
Ethiopië ·
Finland ·
Frankrijk ·
Gabon ·
Georgië ·
Ghana ·
Griekenland ·
Guinee ·
Guinee-Bissau ·
Hongarije ·
Ierland ·
Indonesië ·
Irak ·
Iran ·
Italië ·
Ivoorkust ·
Jamaica ·
Japan ·
Jemen ·
Joegoslavië ·
Jordanië ·
Kaapverdië ·
Kameroen ·
Kenia ·
Koeweit ·
Kroatië ·
Libanon ·
Liberia ·
Libië ·
Litouwen ·
Luxemburg ·
Madagaskar ·
Malawi ·
Mali ·
Malta ·
Marokko ·
Mauritanië ·
Mauritius ·
Mexico ·
Mozambique ·
Namibië ·
Nederland ·
Nieuw-Zeeland ·
Niger ·
Nigeria ·
Noord-Korea ·
Noord-Macedonië ·
Noorwegen ·
Oeganda ·
Oman ·
Oostenrijk ·
Palestina ·
Polen ·
Portugal ·
Qatar ·
Roemenië ·
Rusland ·
Rwanda ·
Saoedi-Arabië ·
Schotland ·
Senegal ·
Sierra Leone ·
Slowakije ·
Soedan ·
Somalië ·
Spanje ·
Swaziland ·
Syrië ·
Tanzania ·
Thailand ·
Togo ·
Trinidad en Tobago ·
Tsjaad ·
Tsjecho-Slowakije ·
Tunesië ·
Turkije ·
Uruguay ·
Verenigde Arabische Emiraten ·
Verenigde Staten ·
Wit-Rusland ·
Zambia ·
Zimbabwe ·
Zuid-Afrika ·
Zuid-Jemen ·
Zuid-Korea ·
Zuid-Soedan ·
Zweden ·
Zwitserland
Kameroen (2017) ·
Rusland (2018) ·
Saoedi-Arabië (2018) ·
Uruguay (2018)
FGF · A-internationals · Selecties · Bondscoaches · Olympisch elftal · Gabonees vrouwenelftal
1960 – 1969 ·
1970 – 1979 ·
1980 – 1989 ·
1990 – 1999 ·
2000 – 2009 ·
2010 – 2019 ·
2020 − 2029
1960 · 
1961 · 
1962 · 
1963 · 
1964 ·
1965 · 
1966 · 
1967 · 
1968 ·
1969 · 
1970 · 
1971 · 
1972 · 
1973 ·
1974 ·
1975 ·
1976 · 
1977 · 
1978 · 
1979 · 
1980 · 
1981 · 
1982 · 
1983 · 
1984 · 
1985 · 
1986 · 
1987 · 
1988 · 
1989 · 
1990 · 
1991 · 
1992 · 
1993 · 
1994 · 
1995 · 
1996 · 
1997 · 
1998 · 
1999 · 
2000 · 
2001 · 
2002 · 
2003 · 
2004 · 
2005 · 
2006 · 
2007 · 
2008 · 
2009 · 
2010 · 
2011 · 
2012 · 
2013 · 
2014 ·
2015 ·
2016 ·
2017 ·
2018 ·
2019 ·
2020 ·
2021 ·
2022 ·
2023
Algerije ·
Andorra ·
Angola ·
België ·
Benin ·
Botswana ·
Brazilië ·
Burkina Faso ·
Burundi ·
Centraal-Afrikaanse Republiek ·
Comoren ·
Congo-Brazzaville ·
Congo-Kinshasa ·
Egypte ·
Equatoriaal-Guinea ·
Gambia ·
Ghana ·
Guinee ·
Guinee-Bissau ·
Ivoorkust ·
Kaapverdië ·
Kameroen ·
Kenia ·
Lesotho ·
Libanon ·
Liberia ·
Libië ·
Madagaskar ·
Malawi ·
Mali ·
Malta ·
Marokko ·
Mauritanië ·
Mauritius ·
Mozambique ·
Namibië ·
Niger ·
Nigeria ·
Oeganda ·
Oman ·
Portugal ·
Rwanda ·
Sao Tomé en Principe ·
Saoedi-Arabië ·
Senegal ·
Seychellen ·
Sierra Leone ·
Soedan ·
Swaziland ·
Tanzania ·
Thailand ·
Togo ·
Tsjaad ·
Tunesië ·
Verenigde Arabische Emiraten ·
Wit-Rusland ·
Zambia ·
Zimbabwe ·
Zuid-Afrika ·
Zuid-Soedan